# Шатов (хутір)
Шатов (рос. Шатов) — хутір в Октябрському районі Курської області Російської Федерації.
Населення становить 7 осіб. Входить до складу муніципального утворення Плотавська сільрада.

## Історія
Населений пункт розташований на території українського етнічного та культурного краю Східна Слобожанщина.
Від 2004 року входить до складу муніципального утворення Плотавська сільрада.

## Населення
| 2002 | 2010 |
| ---- | ---- |
| 18   | ↘7   |